# بيو كلولي

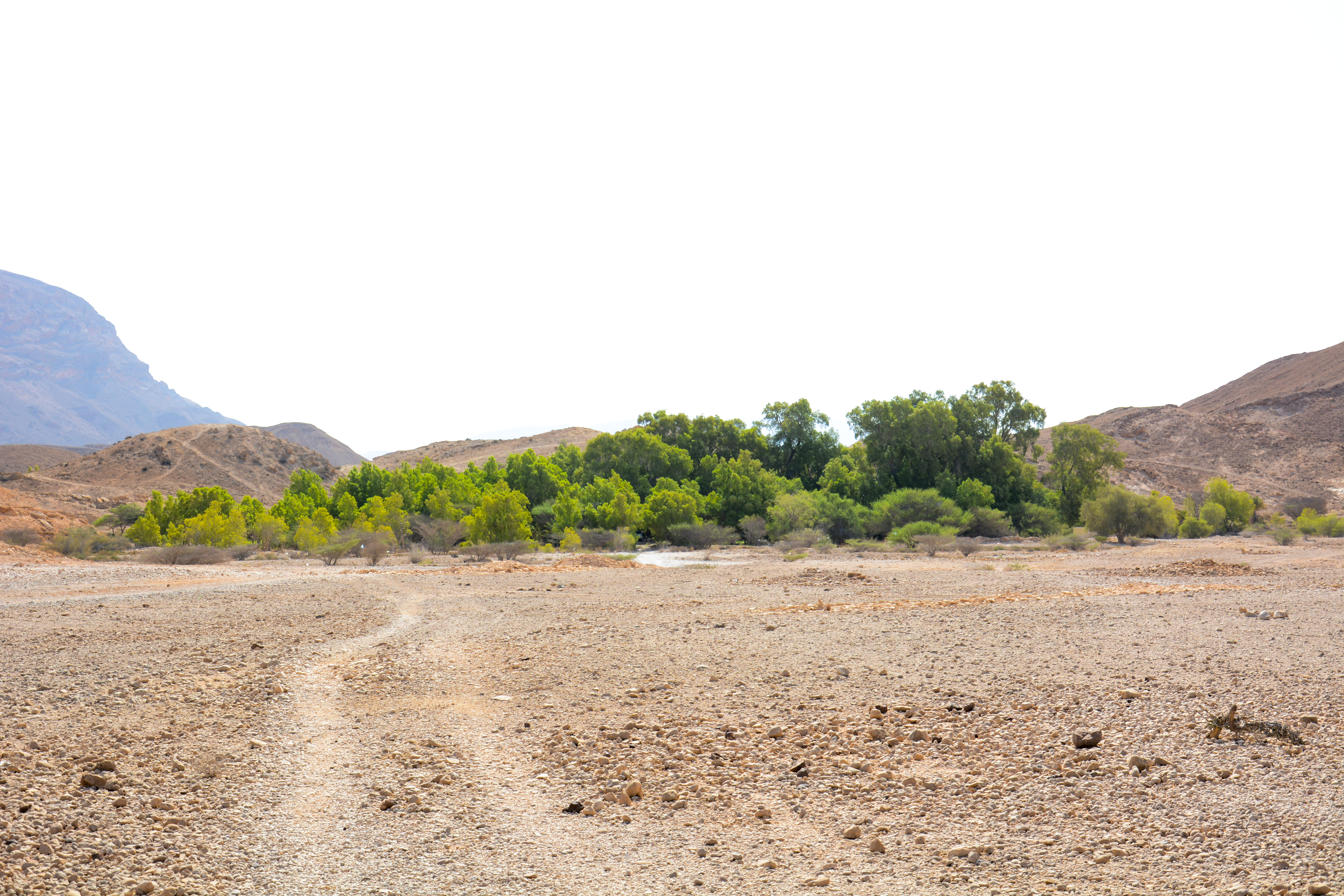
منظر عام لمنطقة بيوكلولي

بيو كلولي (بالصومالية: Biyo Kulule)‏ (بمعنى العين ذات المياه الساخنة) هي عين حمئة في جنوب شرق مدينة بوصاصو بولاية بونتلاند الصومالية، على بعد 7 كيلومتر (4.3 ميل) من المدينة. وتحيط بالعين مزارع نخيل وأرض زراعية واسعة، وتعد إحدى أكبر المراكز السياحية في الصومال، وبشكل خاص يقصدها السياح بشكل خاص من محافظة باري، والمناطق المحيطة بها.

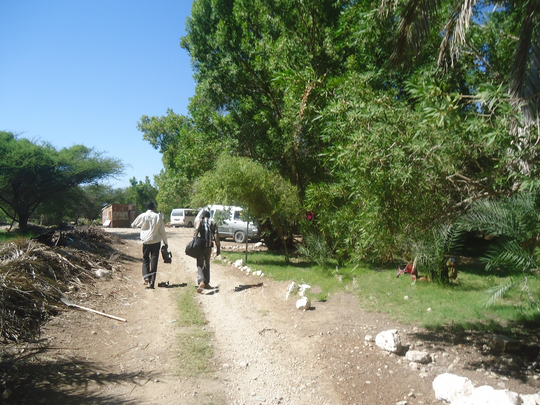
مدخل بيو كلولي

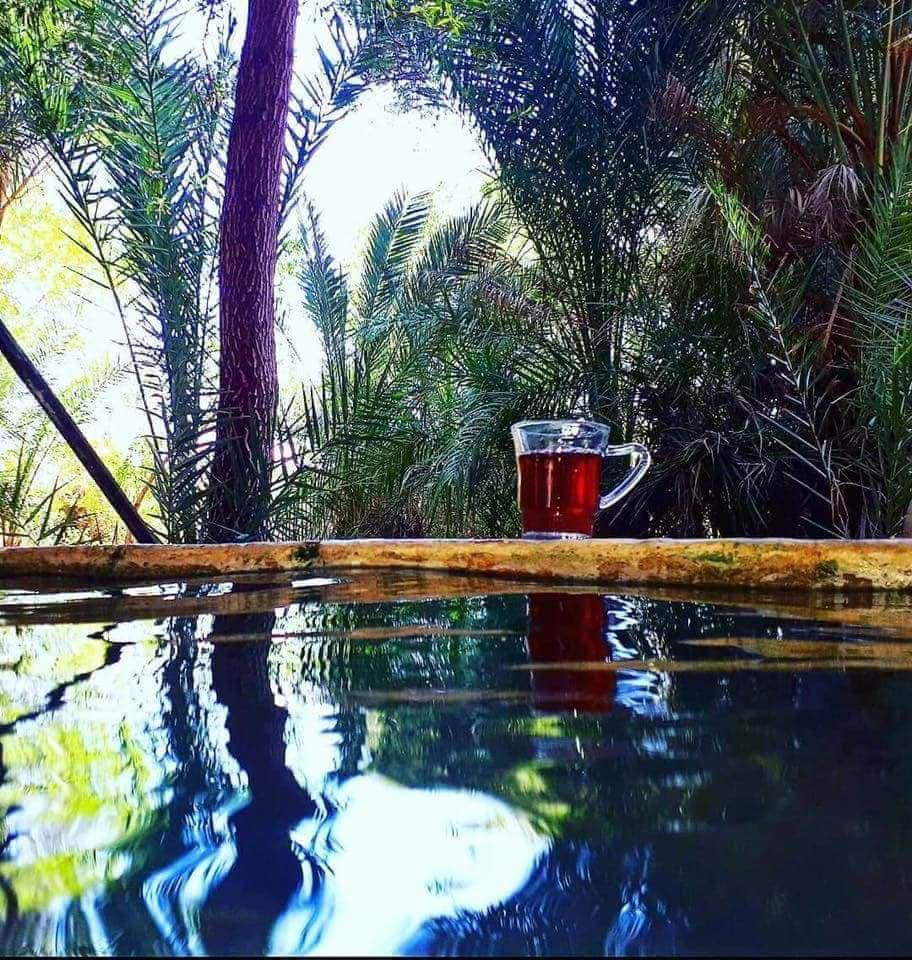
أحواض السباحة في بيو كلولي